# Rasmus Malling-Hansen
Hans Rasmus Malling Johan Hansen (i daglig tale Malling-Hansen) (født 5. september 1835 i Hunseby, død 27. september 1890 i København) var en dansk opfinder og pædagog, især kendt for opfindelsen af den første velfungerende skrivemaskine.
Han nåede også at sætte sig spor som præst, forstander ved Det Kongelige Døvstummeinstitut i København, som opfinder af verdens allerførste kommercielt producerede skrivemaskine, den såkaldte skrivekugle, og som naturvidenskabelig forsker.

## Levned
Malling Hansen var ældste søn af tre af Johan Frederik Hansen, der var lærer i Havlykke, og Juliane Cathrine, f. Matzen. Efter farens tidlige død i 1839 blev han taget i huset hos den begavede skolelærer Rasmus Malling i Hunseby, der blev Malling-Hansens plejefar, og hvis navn han tog.
Han viste tidligt talent for tegning og matematik og blev sat i malerlære i Maribo. Grev Frederik Marcus Knuth på Knuthenborg fik nys om lærerens begavede søn og skaffede ham ind på Jonstrup Seminarium i 1851, hvor han fik lærereksamen 1854.
Han var en kort tid hjælpe- og privatlærer i Maglemer på hjemegnen og hos familien Knuth. 1858-59 begyndte han med grevens hjælp at læse Teologi på Københavns Universitet. Som studerende fik han ansættelse som lærer ved Døvstummeinstituttet, og ret hurtigt blev han udnævnt til lærer og senere leder af Det Kongelige Døvstummeinstitut i Slesvig, som han hurtigt måtte forlade efter nederlaget til Preussen i 1864.
I 1865 blev han teologi, præst, leder af døvstummeinstituttet i København og gift med Käthe, Cathrine Georgia Heiberg (1841-1876). De fik syv døtre fra 1866 til 1875.
De første udkast til "skrivekuglen" stammer fra 1865, det første af mange produktive år.
I 1868 rejste han i embedsmedfør rundt i Europa for at studere organiseringen af undervisningen af døvstumme.
I 1880 giftede han sig med Anna Steenstrup (1842-1897). Han døde af en hjertesygdom.

## Opfindelsen af skrivemaskinen
Fra sit arbejde som døvstummelærer opdagede Malling-Hansen, at det gik meget hurtigere at bruge døvesprog end pen og blæk: De fleste kunne skrive fire tegn i sekundet, mens døvetegnene klarede 12 i sekundet. Det ville Malling-Hansen udnytte til en hurtigskrivemaskine, og i 1865 eksperimenterede han med, hvordan bogstaverne skulle placeres på tastaturet for at give den hurtigste skrivehastighed.
Datteren Johanne Agerskov fortæller i sin bog Hvem er Skrivekuglens Opfinder? (1925), hvordan hendes far havde fået fremstillet en halvkugle af porcelæn, som han tegnede bogstaverne på og gjorde tidsstudier med. Hans svoger Johan Heiberg var hjælper.
På det grundlag konstruerede Malling-Hansen sin skrivekugle med stempler, som gik gennem huller i halvkuglen og direkte ned på papiret. Det var i modsætning til de konkurrerende maskiner, som havde leddelte arme, der let viklede sig ind i hinanden. Det såkaldte qwerty-tastatur, som vi bruger i dag, opstod for at forhindre armene i at filtre ind i hinanden: de bogstaver, som bruges mest, måtte placeres længst muligt fra hinanden, og det sinker hastigheden.
Malling-Hansen satte sine bogstaver, så de hyppigst brugte betjenes af de hurtigste fingre. Han placerede vokalerne til venstre og konsonanterne til højre. Skrivehastigheden på skrivekuglen var 800 anslag pr. minut.
Selv om den første skrivekugle sandsynligvis stod færdig mellem 1867 og 1869, fik Malling-Hansen først patent med eneret i 15 år i marts 1870. Han videreudviklede den kontinuerligt, og i 1875 fremstod den i den mest velkendte form.
Malling-Hansen fik stor succes med sin skrivekugle på den skandinaviske udstilling i København 1872, på Verdensudstillingerne i Wien 1873 og Paris 1878. Han modtog medaljer alle steder og fik bestillinger fra hele verden. Skrivekuglen var den første skrivemaskine i verden i kommerciel produktion.
Malling-Hansen havde ikke økonomi til større markedsføring, og hans skrivekugle blev efterhånden udkonkurreret af amerikanske skrivemaskiner, som var både billigere og bedre markedsførte.
Samtidig med skrivekuglen opfandt Malling-Hansen en hurtigskrivende maskine til stenografering med udskrift på papirstrimler. Patentansøgningen og nogle få fotografier eksisterer stadig, men hvad der er blevet af Takygrafen, som Malling-Hansen kaldte den, er ikke kendt. Den stenotype, der bruges i amerikanske retssale, har rødder i Tyskland i 1830'erne.
Også med kopiering var Malling-Hansen tidligt ude: i 1872 opfandt han en metode til tørkopiering ved hjælp af valser og sværtepapir, som han kaldte Xerografi. Han var den første, der opdagede de særlige egenskaber af det blåfarvede sværtepapir, og ved hjælp af sin metode kunne han på kort tid fremstille 100 kopier af sine breve.

## Naturvidenskabelig forsker
Malling-Hansen er kendt for sine biologiske studier, herunder opdagelsen af børns vækst i cyklusser afhængigt af solens stråler.
Malling-Hansen ville undersøge om børnenes vækst var tilfredsstillende, og med sædvanlig grundighed begyndte han på videnskabelige undersøgelser af børns vægtforøgelse, ved at veje dem flere gange dagligt i længere perioder. Han opdagede nu, at børn ikke vokser jævnt gennem hele året, men at deres vækst foregår i ryk, styret af en hidtil ukendt faktor.
Gennem studier af vækst og solens aktivitet drog Malling-Hansen den slutning, at vækstforandringen svarede til variationerne i solens stråler. Han beskrev det i et foredrag på en international lægekongres i København i 1884 og i 1886 i bogen Perioder i Børns Vækst og i Solens Varme. Den blev hurtigt oversat til tysk.
Han fik oprettet målestationer rundt om i hele verden, hvorfra resultaterne af de mange målinger af naturprocesser blev rapporteret direkte til ham. Hans undersøgelser og opdagelser er et eksempel på banebrydende og tidlig dansk naturvidenskabelig forskning.

## Pædagogisk reformator
Malling-Hansen var forstander for Døvstummeinstituttet i København fra 1865 til sin død. Han var foregangsmand, når det gjaldt forbedring af de døvstummes livsvilkår og drivkraften bag reformer i døvstummeundervisningen i hele Norden. Han inddelte de døvstumme i grupper efter graden af deres døvhed, og på hans initiativ fik de døvstumme børn oplæring efter den metode, som bedst passede til deres høre- og taleevner.
Takket være Malling-Hansen forsvandt overdødeligheden blandt de døvstumme. I Døveinstituttets første år fra 1824 til 1839 døde 31% af børnene under opholdet på Instituttet først og fremmest af lungesygdomme. Malling-Hansen indså, at det var vigtigst at skaffe flere kubikmeter luft pr. barn: Han tog et langt større areal i brug til undervisningslokaler og udbedrede og udvidede udearealerne, så eleverne kunne deltage i havearbejde og komme mere ud i den friske luft.
I Malling-Hansens sidste år var dødeligheden på instituttet lavere end blandt hørende børn.
Han blev ridder af Vasaordenen 1876, Ridder af Dannebrog 1880 og modtog Fortjenstmedaljen i guld 1872.
Han er gengivet i xylografi 1882 efter foto. Afbildet på gruppebillede af Malthe Engelsted fra 1884. Xylografi 1886. Buste af Ludvig Brandstrup (Døveforeningen af 1866). Bronzerelief af samme (gravstenen).